# 다카야나기 마사노부
다카야나기 마사노부(일본어: 高柳雅暢 Masanobu Takayanagi[*])는 일본의 영화 촬영 기사이다. 《워리어》(2011), 《실버라이닝 플레이북》(2012), 《스포트라이트》(2015) 등의 영화의 촬영을 담당하였다.

## 연출 작품 목록
| 연도 | 제목                               | 감독             | 비고 |
| ---- | ---------------------------------- | ---------------- | ---- |
| 2011 | 워리어                             | 개빈 오코너      |      |
| 2011 | 더 그레이                          | 조 카너핸        |      |
| 2012 | 실버라이닝 플레이북                | 데이비드 O. 러셀 |      |
| 2013 | 아웃 오브 더 퍼니스                | 스콧 쿠퍼        |      |
| 2015 | 트루 스토리                        | 루퍼트 굴드      |      |
| 2015 | 스포트라이트                       | 톰 매카시        |      |
| 2015 | 블랙 메스                          | 스콧 쿠퍼        |      |
| 2017 | 몬태나                             | 스콧 쿠퍼        |      |
| 2020 | 티미 페일유어: 실수들이 만들어졌다 | 톰 매카시        |      |